# Possesse

Possesse este o comună în departamentul Marne, Franța. În 2009 avea o populație de 185 de locuitori.